# 卡蘭達山
46°53′59.5″N 9°28′02.5″E / 46.899861°N 9.467361°E

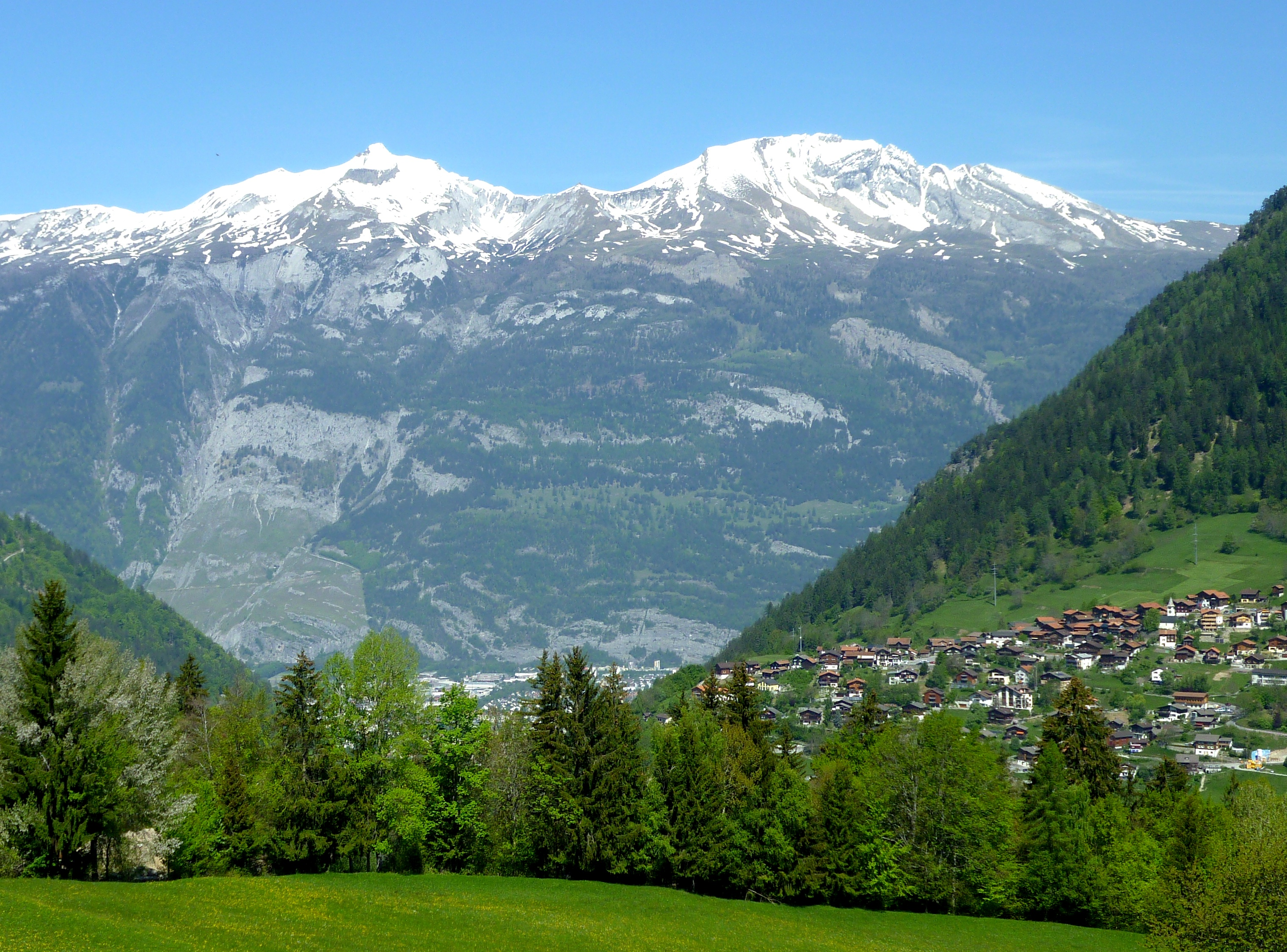

卡蘭達山（Haldensteiner Calanda），是瑞士的山峰，位於該國東部，處於聖加侖州和格勞賓登州之間接壤的邊界，屬於格拉魯斯山的一部分，海拔高度2,805米，每年平均降雨量1,729毫米。